# 2024年紅場閱兵

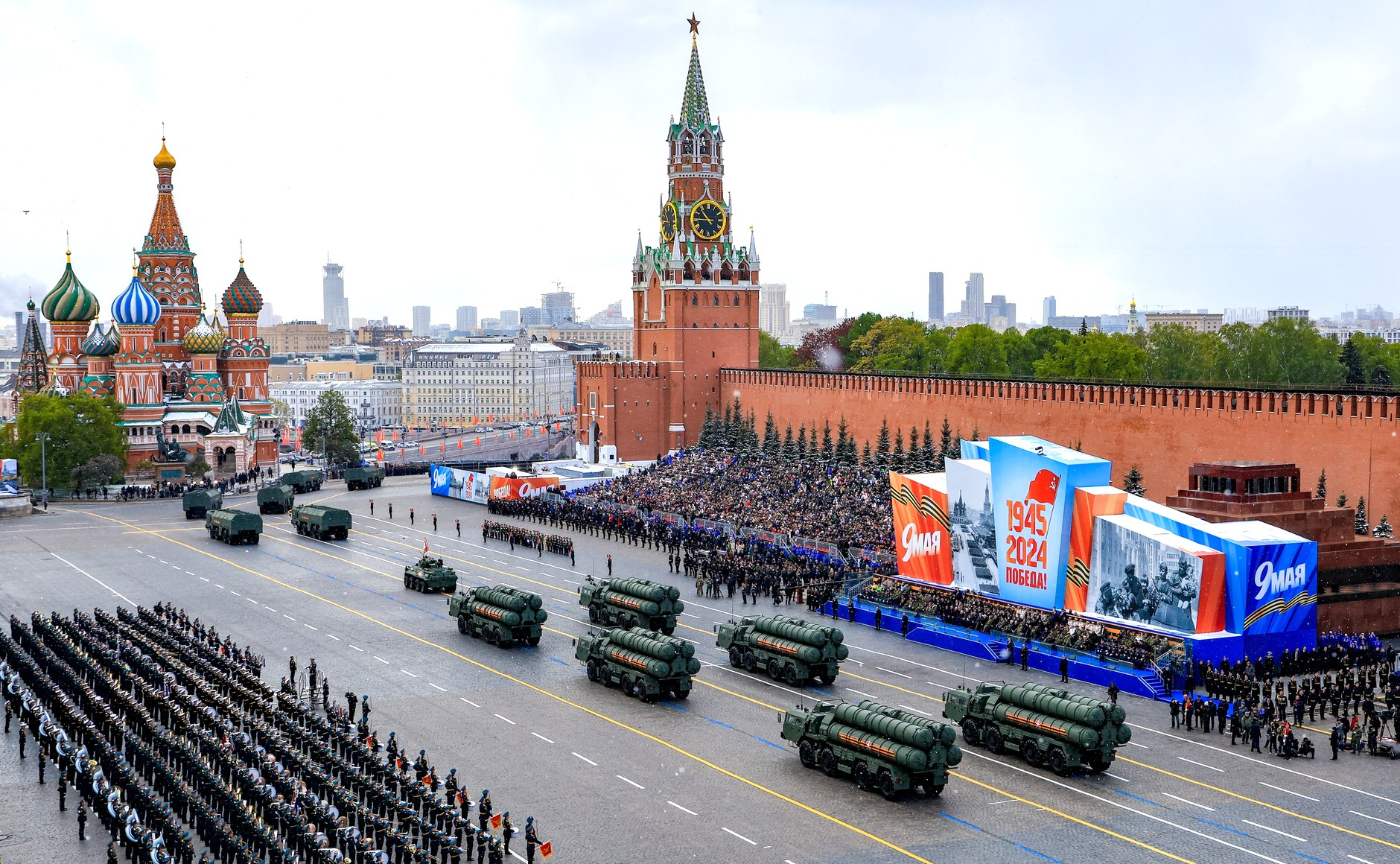
2024年5月9日紅場閱兵及軍事裝備一覽

2024年紅場閱兵，於2024年5月9日在俄羅斯莫斯科紅場舉行，該勝利日閱兵是自俄羅斯入侵烏克蘭以來的第三次。該閱兵被《自由歐洲電台／自由電台》形容為近代俄羅斯史上最簡樸，也是數十年來最冷、降雪最多的一次。閱兵由俄羅斯代理國防部長謝爾蓋·紹伊古主持。

## 過程

### 弗拉基米爾·普京的講話

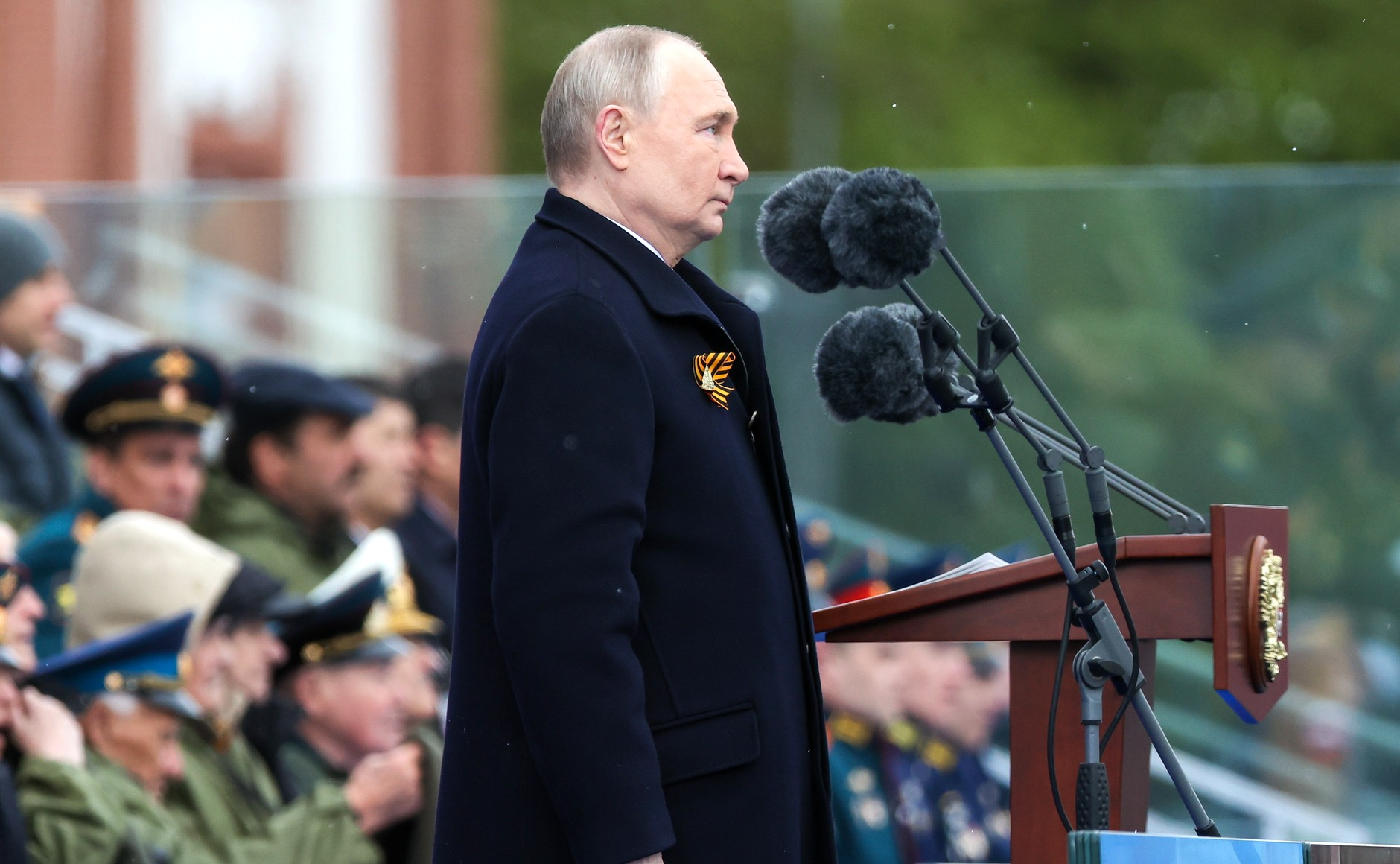
弗拉基米爾·普京正在講話

在紅場閱兵前，俄羅斯總統弗拉基米爾·普京發表講話。與2022年和2023年相似，他提及第二次世界大戰的蘇德戰爭，以及俄羅斯入侵烏克蘭和與西方的對立。不過，根據《BBC俄語》的報導，這次的反西方言論有所減少。普京在講話中將勝利日稱為國家的「最重要節慶」，並批評西方國家，指控其試圖復興納粹主義並篡改歷史，同時強調「俄羅斯將盡力避免全球性衝突，但我們的戰略力量始終準備就緒」。在談及第二次世界大戰時，普京表示「整個歐洲都在為納粹德國效力」，而蘇聯則幾乎是獨自對抗。他還強調，俄羅斯「從未忽視」第二戰線和反希特勒聯盟的援助。他也提到中國對抗日本的努力。在談到「特別軍事行動」時，普京稱在烏克蘭戰爭中的戰鬥者為「英雄」，但並未直接提及「烏克蘭」一詞。在默哀前，普京簡要提到了「新納粹的野蠻恐怖行為」，並在默哀後宣布俄羅斯將依靠「數百年老傳統」繼續前進，目標是「俄羅斯的安全未來」。他以「為俄羅斯，為勝利，烏拉！」的口號結束講話。

### 閱兵

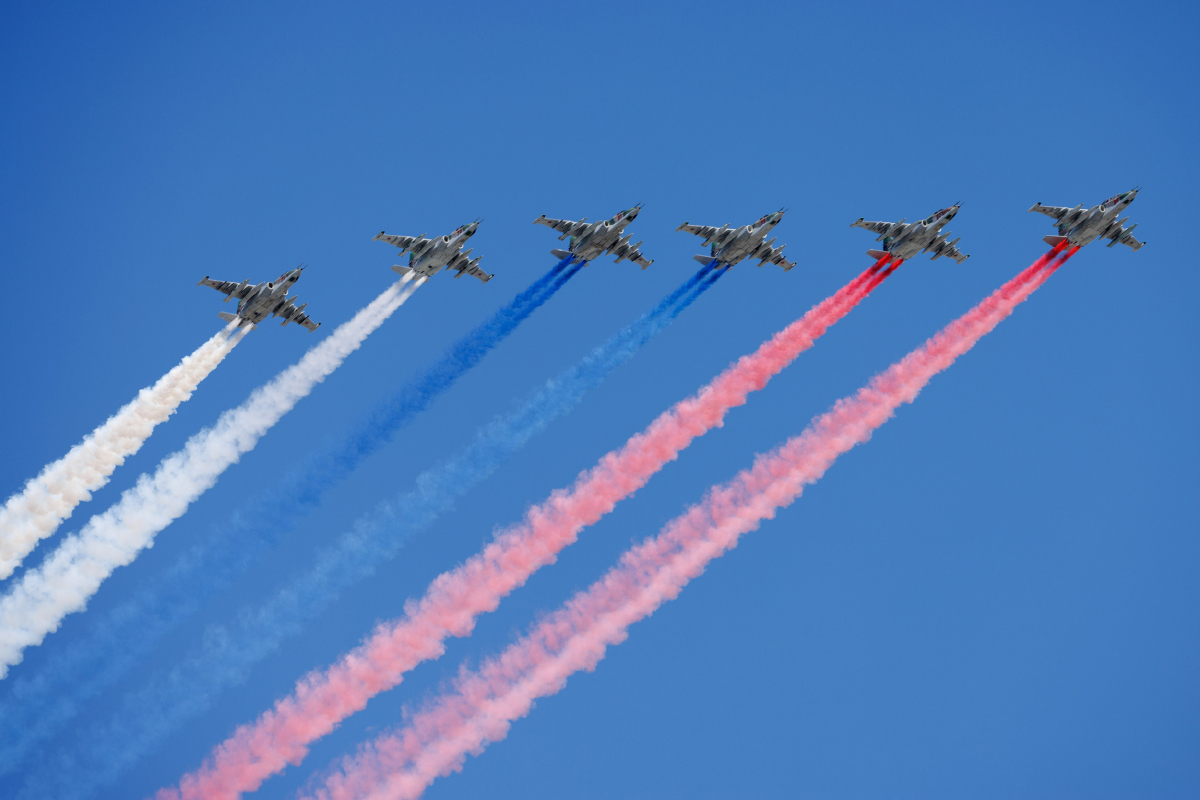
6架Su-25BM將天空塗成俄羅斯國旗的顏色

在閱兵中，共有9000名軍人和75件軍事裝備參與。約1000名在烏克蘭戰場上作戰的士兵組成一個特別隊伍，其中包括7名俄羅斯聯邦英雄。在步兵隊伍行進完畢後，按其閱兵傳統，一輛T-34坦克為機械化部隊的行進開路。隨後，裝備有能夠搭載戰術核武的「伊斯坎德爾導彈」和「亞爾斯導彈系統」的車隊也相繼出場。
在這次閱兵空中展示中，俄羅斯勇士飛行表演隊和雨燕飛行表演隊共操作9架Su-30СМ和米格-29戰鬥機。稍後，一組6架Su-25BM戰鬥機將天空染成了俄羅斯國旗的顏色。閱兵結束後，各國領導人共同向永恆之火獻上花圈。

### 嘉賓
隨後普京招待嘉賓，其中包括歐亞經濟共同體的代表：白俄羅斯總統亞歷山大·盧卡申科、哈薩克斯坦總統卡瑟姆若馬爾特·托卡耶夫、吉爾吉斯總統薩德爾·扎帕羅夫、塔吉克總統埃莫馬利·拉赫蒙、土庫曼總統謝爾達爾·別爾德穆哈梅多夫、烏茲別克總統沙夫卡特·米爾濟約耶夫。以及古巴共產黨第一書記兼古巴國家主席米格爾·迪亞斯-卡內爾、老撾人民革命黨總書記兼老撾國家主席通倫·西蘇里和幾內亞比索總統烏馬羅·西索科·恩巴洛。集體安全條約組織、歐亞經濟聯盟、獨聯體、上海合作組織、俄白聯盟國負責人、友好國家外交使團團長和武官也受邀參加閱兵。不友好國家的大使和官員則未獲邀請。
據《美杜莎報》估計，2024年紅場閱兵展示的軍事裝備和飛行器數量分別只有2021年紅場閱兵的三分之一和五分之一，儘管如此，與2023年紅場閱兵相比，裝備數量仍有所增加。報導指出，普京在主席台上與真正的戰爭老兵相伴，分別是：亞歷珊卓·阿列希娜（Александра Алёшина），她是一位培訓26名狙擊手的教官，以及參加過1945年紅場閱兵的葉夫根尼·庫羅帕特科夫（Евгений Куропатков）。此外，據媒體《Agency》報導指，普京身後的座位上坐著參與烏克蘭戰爭的士兵，其中兩人曾在被烏克蘭政府指控犯有戰爭罪行的部隊服役。

## 外部連結
- В Москве начался парад Победы （页面存档备份，存于）.